# 貝茲莫爾 (阿拉巴馬州)
貝茲莫爾（英語：Bazemore）是一個位於美國阿拉巴馬州費耶特縣的非建制地區。該地的面積和人口皆未知。

## 地理
貝茲莫爾的座標為33°53′40″N 87°42′00″W / 33.89444°N 87.70000°W，而該地最高點為海拔高度140米（即459英尺）。